# تندیس زرین بهترین فیلم‌نامه جشن سینمای ایران

## فهرست برندگان بهترین فیلم‌نامه
|                | نویسنده           | فیلم                           |
| -------------- | ----------------- | ------------------------------ |
| ۱۳۷۶ (دوره ۱)  | داریوش مهرجویی    | لیلا                           |
| ۱۳۷۶ (دوره ۱)  | داوود میرباقری    | معجزه خنده                     |
| ۱۳۷۶ (دوره ۱)  | فریدون حسن‌پور     | معجزه خنده                     |
| ۱۳۷۶ (دوره ۱)  | یدالله صمدی       | معجزه خنده                     |
| ۱۳۷۶ (دوره ۱)  | علی‌رضا خمسه       | معجزه خنده                     |
| ۱۳۷۶ (دوره ۱)  | ناصر غلامرضایی    | نامزدی                         |
| ۱۳۷۶ (دوره ۱)  | مرتضی مختاری      | نامزدی                         |
| ۱۳۷۶ (دوره ۱)  | سیروس الوند       | هتل کارتن                      |
| ۱۳۷۶ (دوره ۱)  | علی ژکان          | سایه به سایه                   |
| ۱۳۷۷ (دوره ۲)  | بهروز افخمی       | جهان‌پهلوان تختی                |
| ۱۳۷۷ (دوره ۲)  | کیانوش عیاری      | بودن یا نبودن                  |
| ۱۳۷۷ (دوره ۲)  | داریوش مهرجویی    | درخت گلابی                     |
| ۱۳۷۷ (دوره ۲)  | فرهاد توحیدی      | مرد عوضی                       |
| ۱۳۷۷ (دوره ۲)  | داوود میرباقری    | آدم‌برفی                        |
| ۱۳۷۸ (دوره ۳)  | فریدون فرهودی     | دختری با کفش‌های کتانی          |
| ۱۳۷۸ (دوره ۳)  | پیمان قاسم‌خانی    | دختری با کفش‌های کتانی          |
| ۱۳۷۸ (دوره ۳)  | پرویز کیمیاوی     | ایران سرای من است              |
| ۱۳۷۸ (دوره ۳)  | حمید جبلی         | پسر مریم                       |
| ۱۳۷۸ (دوره ۳)  | تهمینه میلانی     | دو زن                          |
| ۱۳۷۸ (دوره ۳)  | مجید مجیدی        | رنگ خدا                        |
| ۱۳۷۹ (دوره ۴)  | خسرو سینایی       | عروس آتش                       |
| ۱۳۷۹ (دوره ۴)  | حمید فرخ‌نژاد      | عروس آتش                       |
| ۱۳۷۹ (دوره ۴)  | رخشان بنی‌اعتماد   | زیر پوست شهر                   |
| ۱۳۷۹ (دوره ۴)  | فرید مصطفوی       | زیر پوست شهر                   |
| ۱۳۷۹ (دوره ۴)  | اصغر عبداللهی     | عینک دودی                      |
| ۱۳۷۹ (دوره ۴)  | محمدحسین لطیفی    | عینک دودی                      |
| ۱۳۷۹ (دوره ۴)  | ایرج طهماسب       | عینک دودی                      |
| ۱۳۷۹ (دوره ۴)  | محمد رضایی‌راد     | کودک و سرباز                   |
| ۱۳۷۹ (دوره ۴)  | بهروز افخمی       | شوکران                         |
| ۱۳۷۹ (دوره ۴)  | مینو فرشچی        | شوکران                         |
| ۱۳۸۰ (دوره ۵)  | کامبوزیا پرتوی    | قطعه ناتمام                    |
| ۱۳۸۰ (دوره ۵)  | کیومرث پوراحمد    | شب یلدا                        |
| ۱۳۸۰ (دوره ۵)  | مجید مجیدی        | باران                          |
| ۱۳۸۰ (دوره ۵)  | بهرام بیضایی      | سگ‌کشی                          |
| ۱۳۸۰ (دوره ۵)  | کامبوزیا پرتوی    | دایره                          |
| ۱۳۸۱ (دوره ۶)  | فرید مصطفوی       | زندان زنان                     |
| ۱۳۸۱ (دوره ۶)  | محمدعلی سجادی     | اثیری                          |
| ۱۳۸۱ (دوره ۶)  | ابراهیم حاتمی‌کیا  | ارتفاع پست                     |
| ۱۳۸۱ (دوره ۶)  | اصغر فرهادی       | ارتفاع پست                     |
| ۱۳۸۱ (دوره ۶)  | بهمن فرمان‌آرا     | خانه‌ای روی آب                  |
| ۱۳۸۱ (دوره ۶)  | کامبوزیا پرتوی    | من، ترانه ۱۵ سال دارم          |
| ۱۳۸۱ (دوره ۶)  | رسول صدرعاملی     | من، ترانه ۱۵ سال دارم          |
| ۱۳۸۲ (دوره ۷)  | اصغر فرهادی       | رقص در غبار                    |
| ۱۳۸۲ (دوره ۷)  | علی‌رضا بذرافشان   | رقص در غبار                    |
| ۱۳۸۲ (دوره ۷)  | محمدرضا فاضلی     | رقص در غبار                    |
| ۱۳۸۲ (دوره ۷)  | سعید عقیقی        | شبهای روشن                     |
| ۱۳۸۲ (دوره ۷)  | فریدون جیرانی     | صورتی                          |
| ۱۳۸۲ (دوره ۷)  | فرهاد توحیدی      | دنیا                           |
| ۱۳۸۲ (دوره ۷)  | پرویز شهبازی      | نفس عمیق                       |
| ۱۳۸۳ (دوره ۸)  | محمد رضایی‌راد     | قدمگاه                         |
| ۱۳۸۳ (دوره ۸)  | عزیزالله حمیدنژاد | اشک سرما                       |
| ۱۳۸۳ (دوره ۸)  | اصغر فرهادی       | شهر زیبا                       |
| ۱۳۸۳ (دوره ۸)  | بهمن قبادی        | لاک‌پشت‌ها هم پرواز می‌کنند       |
| ۱۳۸۳ (دوره ۸)  | خسرو معصومی       | رسم عاشق‌کشی                    |
| ۱۳۸۴ (دوره ۹)  | کامبوزیا پرتوی    | کافه ترانزیت                   |
| ۱۳۸۴ (دوره ۹)  | پرویز شیخ‌طادی     | پشت پرده مه                    |
| ۱۳۸۴ (دوره ۹)  | حسین یادگاری      | پشت پرده مه                    |
| ۱۳۸۴ (دوره ۹)  | محمدرضا گوهری     | خیلی دور، خیلی نزدیک           |
| ۱۳۸۴ (دوره ۹)  | رضا میرکریمی      | خیلی دور، خیلی نزدیک           |
| ۱۳۸۴ (دوره ۹)  | داریوش مختاری     | طبل بزرگ زیر پای چپ            |
| ۱۳۸۴ (دوره ۹)  | کاظم معصومی       | طبل بزرگ زیر پای چپ            |
| ۱۳۸۴ (دوره ۹)  | مسعود صبا         | طبل بزرگ زیر پای چپ            |
| ۱۳۸۴ (دوره ۹)  | مژگان فرح‌آور مقدم | ما همه خوبیم                   |
| ۱۳۸۵ (دوره ۱۰) | فرید مصطفوی       | تقاطع                          |
| ۱۳۸۵ (دوره ۱۰) | ابوالحسن داوودی   | تقاطع                          |
| ۱۳۸۵ (دوره ۱۰) | پرویز شهبازی      | به آهستگی                      |
| ۱۳۸۵ (دوره ۱۰) | سامان سالور       | چند کیلو خرما برای مراسم تدفین |
| ۱۳۸۵ (دوره ۱۰) | اصغر فرهادی       | چهارشنبه‌سوری                   |
| ۱۳۸۵ (دوره ۱۰) | مانی حقیقی        | چهارشنبه‌سوری                   |
| ۱۳۸۵ (دوره ۱۰) | فرید مصطفوی       | عصر جمعه                       |
| ۱۳۸۶ (دوره ۱۱) | کیومرث پوراحمد    | اتوبوس شب                      |
| ۱۳۸۶ (دوره ۱۱) | حبیب احمدزاده     | اتوبوس شب                      |
| ۱۳۸۶ (دوره ۱۱) | بهرام توکلی       | پابرهنه در بهشت                |
| ۱۳۸۶ (دوره ۱۱) | سعید شاهسواری     | روز برمی‌آید                    |
| ۱۳۸۶ (دوره ۱۱) | بیژن میرباقری     | روز برمی‌آید                    |
| ۱۳۸۶ (دوره ۱۱) | رخشان بنی‌اعتماد   | خون‌بازی                        |
| ۱۳۸۶ (دوره ۱۱) | فرید مصطفوی       | خون‌بازی                        |
| ۱۳۸۶ (دوره ۱۱) | محسن عبدالوهاب    | خون‌بازی                        |
| ۱۳۸۶ (دوره ۱۱) | فرهاد توحیدی      | پاداش سکوت                     |
| ۱۳۸۷ (دوره ۱۲) | محمدعلی باشه‌آهنگر | فرزند خاک                      |
| ۱۳۸۷ (دوره ۱۲) | محمد رضا گوهری    | فرزند خاک                      |
| ۱۳۸۷ (دوره ۱۲) | رضا میرکریمی      | به همین سادگی                  |
| ۱۳۸۷ (دوره ۱۲) | شادمهر راستین     | به همین سادگی                  |
| ۱۳۸۷ (دوره ۱۲) | ابراهیم حاتمی‌کیا  | دعوت                           |
| ۱۳۸۷ (دوره ۱۲) | چیستا یثربی       | دعوت                           |
| ۱۳۸۷ (دوره ۱۲) | اصغر فرهادی       | دایره زنگی                     |
| ۱۳۸۷ (دوره ۱۲) | بهمن فرمان‌آرا     | خاک‌آشنا                        |
| ۱۳۸۸ (دوره ۱۳) | جایزه‌ای اهدا نشد. | جایزه‌ای اهدا نشد.              |
| ۱۳۸۹ (دوره ۱۴) | جلیل سامان        | وقت بودن (زندگی)               |
| ۱۳۸۹ (دوره ۱۴) | محسن امیریوسفی    | آتشکار                         |
| ۱۳۸۹ (دوره ۱۴) | حامد محمدی        | طلا و مس                       |
| ۱۳۸۹ (دوره ۱۴) | اصغر فرهادی       | دربارهٔ الی…                    |
| ۱۳۸۹ (دوره ۱۴) | محسن عبدالوهاب    | لطفاً مزاحم نشوید               |
| ۱۳۹۰ (دوره ۱۵) | فیلمنامه اقتباسی  | فیلمنامه اقتباسی               |
| ۱۳۹۰ (دوره ۱۵) | بهرام توکلی       | اینجا بدون من                  |
| ۱۳۹۰ (دوره ۱۵) | محمدعلی طالبی     | باد و مه                       |
| ۱۳۹۰ (دوره ۱۵) | محمدعلی طالبی     | علفزار                         |
| ۱۳۹۰ (دوره ۱۵) | محمدرضا یوسفی     | علفزار                         |
| ۱۳۹۰ (دوره ۱۵) | فیلمنامه اریجینال |                                |
| ۱۳۹۰ (دوره ۱۵) | اصغرفر هادی       | جدایی نادر از سیمین            |
| ۱۳۹۰ (دوره ۱۵) | علی رفیعی         | آقا یوسف                       |
| ۱۳۹۰ (دوره ۱۵) | امیر عربی         | سعادت‌آباد                      |
| ۱۳۹۰ (دوره ۱۵) | فرشته طائرپور     | آینه‌های روبرو                  |
| ۱۳۹۰ (دوره ۱۵) | نگار آذربایجانی   | آینه‌های روبرو                  |
| ۱۳۹۰ (دوره ۱۵) | پیمان قاسم‌خانی    | ورود آقایان ممنوع              |
| ۱۳۹۳ (دوره ۱۶) | فیلمنامه اقتباسی  | فیلمنامه اقتباسی               |
| ۱۳۹۳ (دوره ۱۶) | علی مصفا          | پله آخر                        |
| ۱۳۹۳ (دوره ۱۶) | فیلمنامه اریجینال |                                |
| ۱۳۹۳ (دوره ۱۶) | اصغرفر هادی       | گذشته                          |
| ۱۳۹۳ (دوره ۱۶) | علی اصغری         | دهلیز                          |
| ۱۳۹۳ (دوره ۱۶) | ناصر ضمیری        | با دیگران                      |
| ۱۳۹۳ (دوره ۱۶) | علی‌اکبر قاضی‌نظام  | پنج ستاره                      |
| ۱۳۹۳ (دوره ۱۶) | پیمان معادی       | برف روی کاج‌ها                  |
| ۱۳۹۴ (دوره ۱۷) | جمشید محمودی      | چند متر مکعب عشق               |
| ۱۳۹۴ (دوره ۱۷) | رخشان بنی‌اعتماد   | قصه‌ها                          |
| ۱۳۹۴ (دوره ۱۷) | فرید مصطفوی       | قصه‌ها                          |
| ۱۳۹۴ (دوره ۱۷) | صفی یزدانیان      | در دنیای تو ساعت چند است؟      |
| ۱۳۹۴ (دوره ۱۷) | فرهاد توحیدی      | شهر موشها ۲                    |
| ۱۳۹۴ (دوره ۱۷) | مهدی تراب‌بیگی     | انارهای نارس                   |
| ۱۳۹۴ (دوره ۱۷) | مجیدرضا مصطفوی    | انارهای نارس                   |
| ۱۳۹۴ (دوره ۱۷) | نرگس آبیار        | شیار ۱۴۳                       |
| ۱۳۹۵ (دوره ۱۸) | فیلمنامه اقتباسی  | فیلمنامه اقتباسی               |
| ۱۳۹۵ (دوره ۱۸) | ناهید طباطبایی    | جامه‌دران                       |
| ۱۳۹۵ (دوره ۱۸) | حمیدرضا قطبی      | جامه‌دران                       |
| ۱۳۹۵ (دوره ۱۸) | یدالله صمدی       | پدر آن دیگری                   |
| ۱۳۹۵ (دوره ۱۸) | سهیلا گلستانی     | دو                             |
| ۱۳۹۵ (دوره ۱۸) | فیلمنامه اریجینال |                                |
| ۱۳۹۵ (دوره ۱۸) | سعید روستایی      | ابد و یک روز                   |
| ۱۳۹۵ (دوره ۱۸) | محسن امیریوسفی    | خواب تلخ                       |
| ۱۳۹۵ (دوره ۱۸) | آیدا پناهنده      | ناهید                          |
| ۱۳۹۵ (دوره ۱۸) | ارسلان امیری      | ناهید                          |
| ۱۳۹۵ (دوره ۱۸) | مانی حقیقی        | اژدها وارد می‌شود!              |
| ۱۳۹۵ (دوره ۱۸) | اصغر عبداللهی     | خداحافظی طولانی                |
| ۱۳۹۶ (دوره ۱۹) | اصغر فرهادی       | فروشنده                        |
| ۱۳۹۶ (دوره ۱۹) | پیمان قاسم‌خانی    | خوب، بد، جلف                   |
| ۱۳۹۶ (دوره ۱۹) | مهران کاشانی      | دختر                           |
| ۱۳۹۶ (دوره ۱۹) | معصومه بیات       | رگ خواب                        |
| ۱۳۹۶ (دوره ۱۹) | سهیل بیرقی        | من                             |
| ۱۳۹۷ (دوره ۲۰) | علی زرنگار        | بدون تاریخ، بدون امضاء         |
| ۱۳۹۷ (دوره ۲۰) | وحید جلیلوند      | بدون تاریخ، بدون امضاء         |
| ۱۳۹۷ (دوره ۲۰) | رضا مقصودی        | خجالت نکش                      |
| ۱۳۹۷ (دوره ۲۰) | افرا جورابلو      | خجالت نکش                      |
| ۱۳۹۷ (دوره ۲۰) | مانی حقیقی        | خوک                            |
| ۱۳۹۷ (دوره ۲۰) | فرید مصطفوی       | زادبوم                         |
| ۱۳۹۷ (دوره ۲۰) | ابوالحسن داوودی   | زادبوم                         |
| ۱۳۹۷ (دوره ۲۰) | امیر عربی         | سارا و آیدا                    |
| ۱۳۹۷ (دوره ۲۰) | رضا درمیشیان      | عصبانی نیستم                   |